# Ibănești (Botoșani)
Ibăneşti é uma comuna romena localizada no distrito de Botoşani, na região de Moldávia . A comuna possui uma área de 46.60 km² e sua população era de 4150 habitantes segundo o censo de 2007.